# Smyczyna
Smyczyna (prononciation : [smɨˈt͡ʂɨna]) est un village polonais de la gmina de Lipno dans le powiat de Leszno de la voïvodie de Grande-Pologne dans le centre-ouest de la Pologne.
Il se situe à environ 4 kilomètres au nord-ouest de Lipno (siège de la gmina), à 10 kilomètres au nord de Leszno (siège du powiat) et à 59 kilomètres au sud-ouest de Poznań (capitale régionale).

## Histoire
De 1975 à 1998, le village faisait partie du territoire de la voïvodie de Leszno.

Depuis 1999, Smyczyna est situé dans la voïvodie de Grande-Pologne.